# Pierluigi Sartorelli
Pierluigi Sartorelli (* 29. Dezember 1912 in Venedig, Italien; † 28. April 1996) war ein römisch-katholischer Erzbischof und Diplomat des Heiligen Stuhls.

## Leben
Pierluigi Sartorelli empfing am 19. September 1942 das Sakrament der Priesterweihe für das Bistum Rijeka.
Am 9. November 1967 ernannte ihn Papst Paul VI. zum Titularerzbischof von Semina und bestellte ihn zum Apostolischen Pro-Nuntius in Kenia. Der Patriarch von Venedig, Giovanni Kardinal Urbani, spendete ihm am 8. Dezember desselben Jahres die Bischofsweihe; Mitkonsekratoren waren der Weihbischof in Venedig, Giuseppe Olivotti, und der Weihbischof in Verona, Maffeo Giovanni Ducoli. Am 19. April 1968 bestellte ihn Paul VI. zudem zum Apostolischen Pro-Nuntius in Tansania. Pierluigi Sartorelli trat am 22. Dezember 1970 als Apostolischer Pro-Nuntius in Tansania zurück. Am 7. Oktober 1972 ernannte ihn Paul VI. zum Titularerzbischof von Castello.
Pierluigi Sartorelli trat am 16. Januar 1976 als Apostolischer Pro-Nuntius in Kenia zurück.